# جک آکورف
جک آکورف (انگلیسی: Jack Acquroff؛ ۹ سپتامبر ۱۹۱۱ – ۱۹۸۷) یک بازیکن فوتبال بود. 
از باشگاه‌هایی که در آن بازی کرده‌است می‌توان به باشگاه فوتبال بری اشاره کرد.